# Льховский, Иван Иванович
Иван Иванович Льховский (1829—1867) — русский писатель, критик.

## Биография
Родился в 1829 году. Его бабушкой была сестра матери поэта А. К. Жуковского (Е. Бернета), Екатерина Ивановна.
Вместе с Владимиром Николаевичем Майковым, с которым состоял в приятельских отношениях, учился в Ларинской гимназии (вып. 1846) и на юридическом факультете Санкт-Петербургского университета (1847—1850).  По окончании университета служил в Министерстве финансов; с 1857 года он состоял секретарём канцелярии обер-прокурора 1-го департамента сената.
Часто бывая в студенческие годы в доме Н. А. Майкова, Льховский встретил там И. А. Гончарова и, несмотря на разницу их лет, между ними установились крепкие дружеские отношения. В 1859 году с помощью Гончарова Льховский был определён на корвет «Рында», который отправлялся в кругосветное путешествие по маршруту, близкому к тому, который ранее осуществил фрегат «Паллада». По возвращении из плавания Льховский в 1861—1862 годах в «Морском сборнике» опубликовал очерки «Сан-Франциско (Из заметок о кругосветном плавании» (№ 1, 2, 11. — 1861) и «Сандвичевы острова» (№ 2. — 1862). В эти годы он был начальником типографии морского министерства и вместе с матерью, Елизаветой Тимофеевной, занимал казённую квартиру в здании Адмиралтейства.
Сотрудничал в «Библиотеке для чтения» и «Сыне Отечества», подписывая свои статьи буквами «И. Л.»